# Three Sides Live
Three Sides Live je dvostruki treći album uživo britanskog sastava Genesis. 

## Popis pjesama
Strana A
1. "Turn It on Again" – 5:16
2. "Dodo" – 7:19
3. "Abacab" – 8:47

Strana B
1. "Behind the Lines" – 5:26
2. "Duchess" – 6:43
3. "Me and Sarah Jane" (Tony Banks) – 5:59
4. "Follow You Follow Me" – 4:58

Strana C
1. "Misunderstanding" – 4:06
2. "In the Cage – 11:53
3. "Afterglow" – 5:14

Strana D
1. "One for the Vine" – 11:04
2. "The Fountain of Salmacis" – 8:37
3. "it/Watcher of the Skies" – 7:22

## Izvođači
- Phil Collins - vokal, bubnjevi, udaraljke
- Tony Banks - klavijature, prateći vokal
- Mike Rutherford - gitara, bas-gitara, prateći vokal